# 1972 a filmművészetben

## Események
- március 31. – Párizsban bezárja kapuit a Gaumont Palace, Franciaország leghíresebb mozija.
- július 7. –  18 hónappal a 20th Century Foxtól való elbocsátása után Richard Zanuck otthagyja a Warner Bros. vezetői posztját. Dawid Brownnal, a Fox korábbi alelnökével Zanuck-Brown Company néven saját stúdiót alapít.
- október 7. – Olaszországban betiltják Pier Paolo Pasolini Canterbury mesék című filmjét szeméremsértő tartalma miatt.
- A Warner Bros. egyesül a Kenney Service céggel. A belőle létrejött Warner Communications Inc. 6590 alkalmazottjával a tömegkommunikáció valamennyi területén működik.

## Sikerfilmek
1. A Keresztapa – rendező Francis Ford Coppola
2. Mi van, doki? – főszereplő Barbra Streisand és Ryan O’Neal
3. Kabaré – főszereplő Liza Minnelli – rendező Bob Fosse
4. Amit tudni akarsz a szexről… – rendező Woody Allen
5. Gyilkos túra – rendező John Boorman
6. A szökés – rendező Sam Peckinpah
7. A Lady bluest énekel – rendező Sidney J. Furie

## Magyar filmek
- Botütés saját kérésre – rendező Rózsa János
- Csudavilág – rendező Rózsa János
- Emberrablás magyar módra- rendező Várkonyi Zoltán
- Forró vizet a kopaszra! – rendező Bacsó Péter
- Fuss, hogy utolérjenek! – rendező Keleti Márton
- Füredi Annabál – rendező Szomjas György
- Hahó, a tenger! – rendező Palásthy György
- Harminckét nevem volt – rendező Keleti Márton
- A határozat – rendező Ember Judit, Gazdag Gyula
- Hekus lettem – rendező Fejér Tamás
- Holt vidék – rendező Gaál István
- Ifivezetők – rendező Bódy Gábor
- Macskajáték – rendező Makk Károly
- Magyar vakáció – rendező Szomjas György
- Makra– rendező Rényi Tamás
- Még kér a nép – rendező Jancsó Miklós
- Nyulak a ruhatárban – rendező Bácskai Lauro István
- Nápolyt látni és… – rendező Bácskai Lauro István
- A primadonna  – rendező Sándor Pál
- Romantika– rendező Kézdy-Kovács Zsolt
- Szeminárium – rendező Szörény Rezső
- Utazás Jakabbal – rendező Gábor Pál
- Volt egyszer egy család – rendező Révész György

## Díjak, fesztiválok
Oscar-díj
- Film: Francia kapcsolat
- Rendező: William Friedkin – Francia kapcsolat
- Férfi főszereplő: Gene Hackman – Francia kapcsolat
- Női főszereplő: Jane Fonda – Klute

1972-es cannes-i filmfesztivál
Velencei Nemzetközi Filmfesztivál
1969–1978 között nem adtak ki díjakat.
Berlini Nemzetközi Filmfesztivál
- Arany Medve: Canterbury mesék
- Rendező: Jean Pierre Blanc – A kései gyermek
- Férfi főszereplő: Alberto Sordi – Di Noi úr szabadságon
- Női főszereplő: Elizabeth Taylor – Hammersmith elment

## Születések
- január 1. – Catherine McCormack színésznő
- január 2. – Taye Diggs színész
- január 11. – Amanda Peet színésznő
- március 12. – Pindroch Csaba színész
- március 23. – Judith Godrèche színésznő
- június 12. – Robin Tunney színésznő
- augusztus 12. – Rebecca Gayheart színésznő
- szeptember 28. – Gwyneth Paltrow színésznő
- november 1. – Jenny McCarthy színésznő
- december 26. – Gryllus Dorka színésznő

## Halálozások
- január 1. – Maurice Chevalier francia színész
- január 8. – Wesley Ruggles rendező, producer
- január 17. – Rochelle Hudson színésznő
- február 2. – Jessie Royce Landis színésznő
- február 7. – Walter Lang rendező
- március 20. – Marilyn Maxwell színésznő
- április 5. – Isabel Jewell színésznő
- április 5. – Brian Donlevy színész
- április 30. – Gia Scala színésznő
- május 3. – Bruce Cabot színész
- május 15. – Nigel Green színész
- május 21. – Margaret Rutherford színésznő
- július 6. – Brandon De Wilde színész
- augusztus 7. – Joi Lansing színésznő
- október 8. – Gózon Gyula színész
- október 9. – Miriam Hopkins színésznő

## Filmbemutatók
- 1776 – rendező Peter H. Hunt
- Barry McKenzie kalandjai – rendező Bruce Beresford
- Blacula – rendező William Crain
- A burzsoázia diszkrét bája – rendező Luis Buñuel
- Canterbury mesék – rendező Pier Paolo Pasolini
- Cowboyok – rendező Mark Rydell
- Csibész – főszereplő Cicely Tyson
- Egy olyan szép lány, mint én – rendező François Truffaut
- Fellini-Róma – rendező Federico Fellini
- A fiatal Churchill – rendező Richard Attenborough
- Fritz, a macska – rendező Ralph Bakshi
- Godzilla vs. Gigan – rendező Jun Fukuda
- Gyilkos túra – rendező John Boorman
- The Heartbreak Kid – rendező Elaine May
- Játszd újra, Sam! – rendező Woody Allen
- A jelölt – rendező Michael Ritchie
- A Lady bluest énekel – rendező Sidney J. Furie
- A majmok bolygójának meghódítása – rendező J. Lee Thompson
- A Mattei-ügy – rendező Francesco Rosi
- A mesterdetektív – főszereplő Laurence Olivier és Michael Caine
- Napfivér, Holdnővér – rendező Franco Zeffirelli
- Napoleon és Samantha – rendező Bernard McEveety
- Az ördög jobb és bal keze – főszereplő Terence Hill
- Az ötös számú vágóhíd – rendező George Roy Hill
- A Poszeidon katasztrófa – rendező Ronald Neame
- Prime Cut – főszereplő Lee Marvin és Gene Hackman
- A rendőrség megköszöni – olasz bűnügyi film
- Shaft és a nagy zsákmány – rendező Gordon Parks
- Solaris – rendező Andrej Tarkovszkij
- A stadion őrültjei -  rendező Claude Zidi
- Superfly – rendező Gordon Parks Jr.
- Suttogások és sikolyok – rendező Ingmar Bergman
- Szenzáció! – rendező Billy Wilder
- A szökés – rendező Sam Peckinpah
- Téboly – rendező Alfred Hitchcock
- Utolsó tangó Párizsban – rendező Bernardo Bertolucci